# Kamionki (Gołdap)
Kamionki (deutsch Kamionken, 1938 bis 1945 Eichicht) ist ein Dorf in der polnischen Woiwodschaft Ermland-Masuren, das zur Stadt- und Landgemeinde Gołdap (Goldap) im Kreis Gołdap gehört.

## Geographische Lage
Kamionki liegt im Nordosten der Woiwodschaft Ermland-Masuren im Osten der Seesker Höhe (polnisch: Wzgórza Szeskie). Die Kreisstadt Gołdap befindet sich zehn Kilometer nordwestlich.

## Geschichte
Im Jahr 1564 wurde das kleine Dorf – damals Camionken genannt – gegründet. In den Folgejahren finden sich unterschiedliche Namensschreibweisen: Camniontken (nach 1785), Camiontken (nach 1789) und Kamionken (bis 1938).
Im Jahr 1874 kam das Dorf zum neu errichteten Amtsbezirk Altenbude (polnisch: Siedlisko), der bis 1945 bestand und zum Kreis Goldap im Regierungsbezirk Gumbinnen der preußischen Provinz Ostpreußen gehörte. Kamionken zählte 195 Einwohner im Jahre 1910.
Am 30. September 1928 vergrößerte sich die Landgemeinde um den Nachbarort Wilkassen (1938 bis 1945: Kleineichicht, polnisch: Wilkasy), der eingemeindet wurde. Die Zahl der Einwohner stieg bis 1933 auf 278 und belief sich 1939 schon auf 284.
Kamionken, das 1938 im Zuge der nationalsozialistischen Umbenennungsaktion in „Eichicht“ umbenannt wurde, kam 1945 in Kriegsfolge mit dem südlichen Ostpreußen zu Polen und heißt seitdem „Kamionki“. Heute ist das Dorf eine Ortschaft im Verbund der Stadt- und Landgemeinde Gołdap im Powiat Gołdapski, der bis 1998 zur Woiwodschaft Suwałki, seither zur Woiwodschaft Ermland-Masuren gehört.

## Religionen
Kamionken war vor 1945 mit seiner überwiegend evangelischen Bevölkerung in das Kirchspiel der Kirche Grabowen (1938 bis 1945: Arnswald, polnisch: Grabowo) eingepfarrt, die zum Kirchenkreis Goldap in der Kirchenprovinz Ostpreußen der Kirche der Altpreußischen Union gehörte. Die katholischen Kirchenglieder waren der Pfarrkirche in Goldap im Bistum Ermland zugeordnet.
Sei 1945 lebt in Kamionki eine fast ausnahmslos katholische Einwohnerschaft, die zur Pfarrkirche nach Grabowo im Bistum Ełk der Katholischen Kirche in Polen gehört. Evangelischerseits besteht die Verbindung zur Kirchengemeinde in Gołdap, die eine Filialgemeinde der Pfarrei in Suwałki in der Diözese Masuren der Evangelisch-Augsburgischen Kirche in Polen ist.

## Verkehr
Kamionken liegt an einer Nebenstraße, die bei Kozaki (Kosaken, 1938 bis 1945 Rappenhöh) von der polnischen Landesstraße DK 65 (einstige deutsche Reichsstraße 132) abzweigt und über Wrotkowo (Friedrichowen, 1938 bis 1945 Friedrichau) und Zatyki (Satticken) nach Wilkasy (Wilkassen, 1938 bis 1945 Kleineichicht) führt. 